# Anna van Egmond

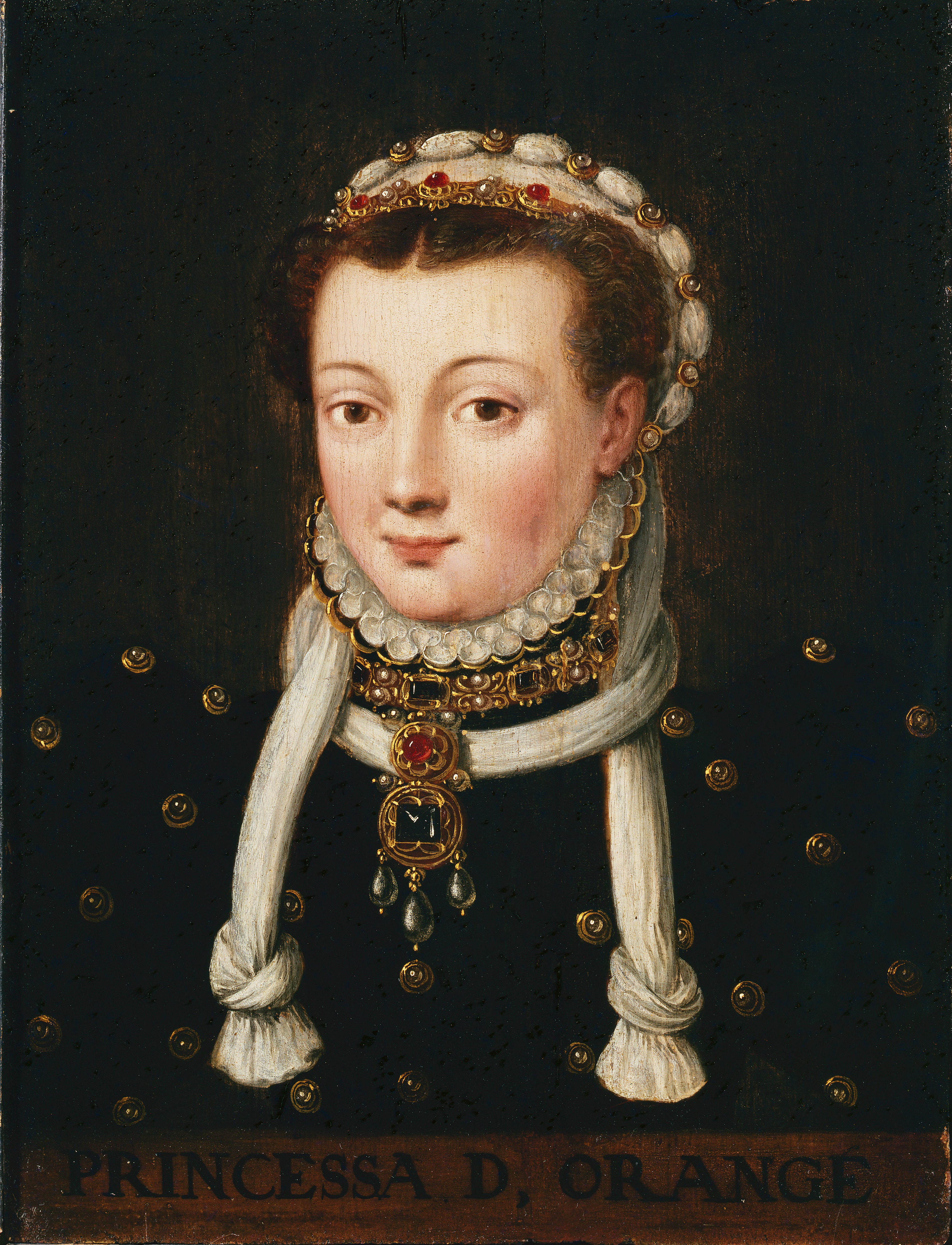
Anna van Egmond

Anna av Egmont, född 1533, död 1558, monark (länsgrevinna) av grevskapet Buren 1548-1558, prinsessa av Oranien. Gift 8 juli 1551 med prins Vilhelm I av Oranien. Dotter till Maximiliaan van Egmond och Françoise de Lannoy.

## Biografi
Annas far var diplomat vid hovet i Bryssel, där hon till stor del växte upp hos Maria av Habsburg. Som arvtagare till faderns titel greve av Buren var hon en eftertraktad äktenskapspartner, och fadern arrangerade hennes äktenskap på sin dödsbädd. 
Vid faderns död blev hon länsgrevinna av Buren efter honom, ett län som sedan ärvdes av hennes son. Relationen mellan Anna och Vilhelm bedöms som lycklig, och hon skötte enligt honom själv hans affärer kompetent under hans frånvaro. Av deras korrespondens är hans brev till henne bevarade.       